# Karin Voß
Karin Voß (* 9. November 1923 in Kronprinzenkoog als Karin Johannßen; † 19. Oktober 2013 in Bad Segeberg) war eine Politikerin der extrem rechten DVU und der DLVH.

## Leben
Der DVU trat Voß 1987 bei. Vom 5. Mai 1992 bis 23. April 1996 war sie Landtagsabgeordnete in Schleswig-Holstein, bis 1993 für die DVU, anschließend für die DLVH. Voß arbeitete als medizinisch-technische Assistentin.
Laut einem 2016 veröffentlichten Bericht der Europa-Universität Flensburg im Auftrag des schleswig-holsteinischen Landtags trat Voß zwischen 1939 und 1945 in die NSDAP ein und gab dabei als Grundorientierung „NS-sozialisiert“ an.